# Komering jezik
Komering jezik (ISO 639-3: kge; kumoring), austronezijski jezik podskupine lampung, kojim govori 470 000 ljudi (2000 popis) duž rijeke Komering od jezera Ranau do blizu Palembanga, Indonezija.
Leksički mu je najbliži dijalekt sungkai (74%), dijalekt jezika lampung api [ljp], nekad smatran posebnim jezikom. Ima nekoliko dijalekata: uzvodni komering, nizvodni komering, komering, kayu agung asli i kayu agung. Pripadnici plemena Komering koriste se i indonezijskim [ind]; na njemu se održavaju i radio programi.

## Vanjske poveznice
- Ethnologue (14th)
- Ethnologue (15th)